# Pachycephala sulfuriventer
Pachycephala sulfuriventer là một loài chim trong họ Pachycephalidae.